# Ron Henley
Ronald Watson Henley (* 5. Dezember 1956 in Houston, Texas) ist ein US-amerikanischer Schachspieler.

## Leben
Ron Henley erhielt 1980 von der FIDE den Titel Internationaler Meister verliehen. Im Jahr 1982 gewann er gemeinsam mit Walter Browne ein Rundenturnier mit 26 Teilnehmern in Surakarta/Denpasar in Indonesien. Für diesen Erfolg erhielt er den Großmeistertitel.
Er ist als Schachautor und Schachtrainer, unter anderem von Irina Krush, tätig. Über den Weltmeisterschaftskampf 1996 schrieb Henley zusammen mit Anatoli Karpow, als dessen Sekundant er tätig war, das Buch Elista Diaries (ISBN 1-88335-822-1).
Henleys Elo-Zahl beträgt 2415 (Stand: August 2014), er wird jedoch als inaktiv geführt, da er seit dem im Juli 2011 in Fort Lauderdale ausgetragenen Summer Solstice Open keine gewertete Partie mehr gespielt hat. Seine höchste Elo-Zahl von 2525 hatte er von Juli 1982 bis Juli 1983.